# Socialisme autogestionnaire

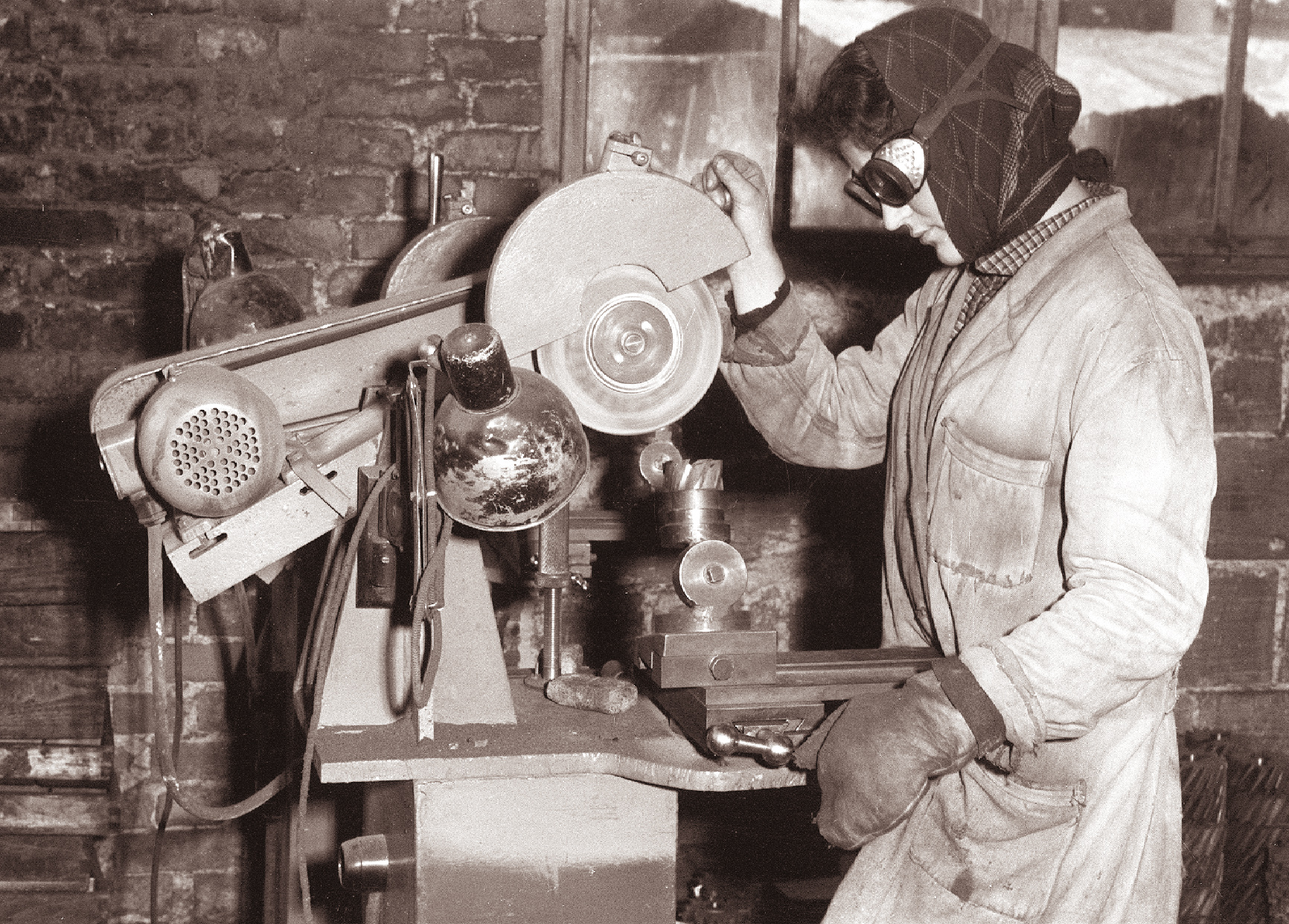
Usine d'outil autogérée en Yougoslavie (Slovénie), en 1961.

Le socialisme autogestionnaire était une forme d'autogestion ouvrière utilisée comme modèle social et économique formulé par le Parti communiste de Yougoslavie. Il est institué par la loi en 1950 et dure en République fédérative socialiste de Yougoslavie jusqu'en 1990, juste avant la dislocation de la Yougoslavie en 1992.
D'autres courants socialistes partisans de l'autogestion ne se reconnaissent pas dans l'économie yougoslave, notamment le marxisme autogestionnaire.

## Histoire
Le principal objectif était de faire passer la gestion des entreprises entre les mains des travailleurs et de séparer la direction de l’État, ce qui est renforcé par la loi dans la Constitution yougoslave de 1974. Ce courant de pensée visait à démontrer la viabilité d'une troisième voie entre le capitalisme des États-Unis et le communisme de l'Union soviétique.

## Publications
- Albert Meister, Socialisme et autogestion : l'expérience yougoslave, Seuil, 1964, 398 p.
- Albert Meister, Où va l'autogestion yougoslave ?, Anthropos, 1970, 386 p.